# Liste des communes des Hauts-de-Seine
| - Les Hauts-de-Seine en France métropolitaine. - Carte des communes des Hauts-de-Seine. |

Cette page liste les 36 communes du département français des Hauts-de-Seine au 1er janvier 2025.

## Liste des communes
Le tableau suivant donne la liste des communes au 1er janvier 2025, en précisant leur code Insee, leur code postal principal, leur arrondissement, leur canton, leur intercommunalité, leur superficie, leur population et leur densité, d'après les chiffres de l'Insee issus du recensement 2022,.
| Nom                   | Code Insee | Code postal | Arrondissement       | Canton                                        | Intercommunalité         | Superficie (km2) | Population (dernière pop. légale) | Densité (hab./km2) | Modifier                                    |
| --------------------- | ---------- | ----------- | -------------------- | --------------------------------------------- | ------------------------ | ---------------- | --------------------------------- | ------------------ | ------------------------------------------- |
| Nanterre (préfecture) | 92050      | 92000       | Nanterre             | Nanterre-1 Nanterre-2                         | Métropole du Grand Paris | 12,19            | 98 119 (2022)                     | 8 049              | modifier les données · modifier les données |
| Antony                | 92002      | 92160       | Antony               | Antony                                        | Métropole du Grand Paris | 9,56             | 64 026 (2022)                     | 6 697              | modifier les données · modifier les données |
| Asnières-sur-Seine    | 92004      | 92600       | Nanterre             | Asnières-sur-Seine Courbevoie-1               | Métropole du Grand Paris | 4,82             | 91 457 (2022)                     | 18 974             | modifier les données · modifier les données |
| Bagneux               | 92007      | 92220       | Antony               | Bagneux                                       | Métropole du Grand Paris | 4,19             | 43 647 (2022)                     | 10 417             | modifier les données · modifier les données |
| Bois-Colombes         | 92009      | 92270       | Nanterre             | Colombes-2                                    | Métropole du Grand Paris | 1,92             | 29 376 (2022)                     | 15 300             | modifier les données · modifier les données |
| Boulogne-Billancourt  | 92012      | 92100       | Boulogne-Billancourt | Boulogne-Billancourt-1 Boulogne-Billancourt-2 | Métropole du Grand Paris | 6,17             | 120 205 (2022)                    | 19 482             | modifier les données · modifier les données |
| Bourg-la-Reine        | 92014      | 92340       | Antony               | Bagneux                                       | Métropole du Grand Paris | 1,86             | 21 140 (2022)                     | 11 366             | modifier les données · modifier les données |
| Châtenay-Malabry      | 92019      | 92290       | Antony               | Châtenay-Malabry                              | Métropole du Grand Paris | 6,38             | 35 490 (2022)                     | 5 563              | modifier les données · modifier les données |
| Châtillon             | 92020      | 92320       | Antony               | Châtillon                                     | Métropole du Grand Paris | 2,92             | 36 224 (2022)                     | 12 405             | modifier les données · modifier les données |
| Chaville              | 92022      | 92370       | Boulogne-Billancourt | Meudon                                        | Métropole du Grand Paris | 3,55             | 20 198 (2022)                     | 5 690              | modifier les données · modifier les données |
| Clamart               | 92023      | 92140       | Antony               | Clamart                                       | Métropole du Grand Paris | 8,77             | 56 882 (2022)                     | 6 486              | modifier les données · modifier les données |
| Clichy                | 92024      | 92110       | Nanterre             | Clichy                                        | Métropole du Grand Paris | 3,08             | 65 102 (2022)                     | 21 137             | modifier les données · modifier les données |
| Colombes              | 92025      | 92700       | Nanterre             | Colombes-1 Colombes-2                         | Métropole du Grand Paris | 7,81             | 90 692 (2022)                     | 11 612             | modifier les données · modifier les données |
| Courbevoie            | 92026      | 92400       | Nanterre             | Courbevoie-1 Courbevoie-2                     | Métropole du Grand Paris | 4,17             | 81 945 (2022)                     | 19 651             | modifier les données · modifier les données |
| Fontenay-aux-Roses    | 92032      | 92260       | Antony               | Châtillon                                     | Métropole du Grand Paris | 2,51             | 24 586 (2022)                     | 9 795              | modifier les données · modifier les données |
| Garches               | 92033      | 92380       | Nanterre             | Saint-Cloud                                   | Métropole du Grand Paris | 2,69             | 17 705 (2022)                     | 6 582              | modifier les données · modifier les données |
| La Garenne-Colombes   | 92035      | 92250       | Nanterre             | Colombes-2                                    | Métropole du Grand Paris | 1,78             | 29 828 (2022)                     | 16 757             | modifier les données · modifier les données |
| Gennevilliers         | 92036      | 92230       | Nanterre             | Gennevilliers                                 | Métropole du Grand Paris | 11,64            | 50 874 (2022)                     | 4 371              | modifier les données · modifier les données |
| Issy-les-Moulineaux   | 92040      | 92130       | Boulogne-Billancourt | Issy-les-Moulineaux                           | Métropole du Grand Paris | 4,25             | 67 695 (2022)                     | 15 928             | modifier les données · modifier les données |
| Levallois-Perret      | 92044      | 92300       | Nanterre             | Levallois-Perret                              | Métropole du Grand Paris | 2,41             | 68 412 (2022)                     | 28 387             | modifier les données · modifier les données |
| Malakoff              | 92046      | 92240       | Antony               | Montrouge                                     | Métropole du Grand Paris | 2,07             | 30 183 (2022)                     | 14 581             | modifier les données · modifier les données |
| Marnes-la-Coquette    | 92047      | 92430       | Boulogne-Billancourt | Saint-Cloud                                   | Métropole du Grand Paris | 3,48             | 1 758 (2022)                      | 505                | modifier les données · modifier les données |
| Meudon                | 92048      | 92190 92360 | Boulogne-Billancourt | Meudon                                        | Métropole du Grand Paris | 9,90             | 46 722 (2022)                     | 4 719              | modifier les données · modifier les données |
| Montrouge             | 92049      | 92120       | Antony               | Montrouge                                     | Métropole du Grand Paris | 2,07             | 46 273 (2022)                     | 22 354             | modifier les données · modifier les données |
| Neuilly-sur-Seine     | 92051      | 92200       | Nanterre             | Neuilly-sur-Seine                             | Métropole du Grand Paris | 3,73             | 59 200 (2022)                     | 15 871             | modifier les données · modifier les données |
| Le Plessis-Robinson   | 92060      | 92350       | Antony               | Châtenay-Malabry                              | Métropole du Grand Paris | 3,43             | 28 893 (2022)                     | 8 424              | modifier les données · modifier les données |
| Puteaux               | 92062      | 92800       | Nanterre             | Courbevoie-2                                  | Métropole du Grand Paris | 3,19             | 44 198 (2022)                     | 13 855             | modifier les données · modifier les données |
| Rueil-Malmaison       | 92063      | 92500       | Nanterre             | Rueil-Malmaison                               | Métropole du Grand Paris | 14,70            | 80 842 (2022)                     | 5 499              | modifier les données · modifier les données |
| Saint-Cloud           | 92064      | 92210       | Nanterre             | Saint-Cloud                                   | Métropole du Grand Paris | 7,56             | 29 859 (2022)                     | 3 950              | modifier les données · modifier les données |
| Sceaux                | 92071      | 92330       | Antony               | Châtenay-Malabry                              | Métropole du Grand Paris | 3,60             | 20 740 (2022)                     | 5 761              | modifier les données · modifier les données |
| Sèvres                | 92072      | 92310       | Boulogne-Billancourt | Boulogne-Billancourt-2                        | Métropole du Grand Paris | 3,91             | 22 782 (2022)                     | 5 827              | modifier les données · modifier les données |
| Suresnes              | 92073      | 92150       | Nanterre             | Nanterre-2                                    | Métropole du Grand Paris | 3,79             | 48 932 (2022)                     | 12 911             | modifier les données · modifier les données |
| Vanves                | 92075      | 92170       | Boulogne-Billancourt | Clamart                                       | Métropole du Grand Paris | 1,56             | 28 507 (2022)                     | 18 274             | modifier les données · modifier les données |
| Vaucresson            | 92076      | 92420       | Nanterre             | Saint-Cloud                                   | Métropole du Grand Paris | 3,08             | 8 506 (2022)                      | 2 762              | modifier les données · modifier les données |
| Ville-d'Avray         | 92077      | 92410       | Boulogne-Billancourt | Saint-Cloud                                   | Métropole du Grand Paris | 3,67             | 10 871 (2022)                     | 2 962              | modifier les données · modifier les données |
| Villeneuve-la-Garenne | 92078      | 92390       | Nanterre             | Gennevilliers                                 | Métropole du Grand Paris | 3,20             | 25 566 (2022)                     | 7 989              | modifier les données · modifier les données |
| Hauts-de-Seine        | 92         |             |                      |                                               |                          | 176,00           | 1 647 435 (2022)                  | 9 360              | modifier les données                        |

## Classement des 36 communes

### Par arrondissements
Les Hauts-de-Seine sont composés de trois arrondissements :
1. Antony
2. Châtenay-Malabry
3. Sceaux
4. Bourg-la-Reine
5. Bagneux
6. Fontenay-aux-Roses
7. Le Plessis-Robinson
8. Clamart
9. Châtillon
10. Montrouge
11. Malakoff
12. Vanves

1. Issy-les-Moulineaux
2. Boulogne-Billancourt
3. Meudon
4. Sèvres
5. Chaville
6. Ville-d'Avray
7. Saint-Cloud
8. Marnes-la-Coquette
9. Vaucresson

1. Garches
2. Rueil-Malmaison
3. Suresnes
4. Puteaux
5. Nanterre
6. Colombes
7. La Garenne-Colombes
8. Bois-Colombes
9. Courbevoie
10. Neuilly-sur-Seine
11. Levallois-Perret
12. Clichy
13. Asnières-sur-Seine
14. Gennevilliers
15. Villeneuve-la-Garenne

### Par superficie
Les mêmes communes, classées par superficie décroissante (les Hauts-de-Seine mesurent 175,61 km2 au total). La taille moyenne des communes est 4,88 km2, tandis que la taille médiane est 3,64 km2, très inférieures à la taille moyenne et médiane des communes françaises (14,88 et 10,73 km2 respectivement).
| Commune               | Rang | Superficie |
| --------------------- | ---- | ---------- |
| Rueil-Malmaison       | 1    | 14,7 km2   |
| Nanterre              | 2    | 12,19 km2  |
| Gennevilliers         | 3    | 11,64 km2  |
| Meudon                | 4    | 9,9 km2    |
| Antony                | 5    | 9,56 km2   |
| Clamart               | 6    | 8,77 km2   |
| Colombes              | 7    | 7,81 km2   |
| Saint-Cloud           | 8    | 7,56 km2   |
| Châtenay-Malabry      | 9    | 6,38 km2   |
| Boulogne-Billancourt  | 10   | 6,17 km2   |
| Asnières-sur-Seine    | 11   | 4,82 km2   |
| Issy-les-Moulineaux   | 12   | 4,25 km2   |
| Bagneux               | 13   | 4,19 km2   |
| Courbevoie            | 14   | 4,17 km2   |
| Sèvres                | 15   | 3,91 km2   |
| Suresnes              | 16   | 3,79 km2   |
| Neuilly-sur-Seine     | 17   | 3,73 km2   |
| Ville-d'Avray         | 18   | 3,67 km2   |
| Sceaux                | 19   | 3,6 km2    |
| Chaville              | 20   | 3,55 km2   |
| Marnes-la-Coquette    | 21   | 3,48 km2   |
| Le Plessis-Robinson   | 22   | 3,43 km2   |
| Villeneuve-la-Garenne | 23   | 3,2 km2    |
| Puteaux               | 24   | 3,19 km2   |
| Clichy                | 25   | 3,08 km2   |
| Vaucresson            | 26   | 3,08 km2   |
| Châtillon             | 27   | 2,92 km2   |
| Garches               | 28   | 2,69 km2   |
| Fontenay-aux-Roses    | 29   | 2,51 km2   |
| Levallois-Perret      | 30   | 2,41 km2   |
| Montrouge             | 31   | 2,07 km2   |
| Malakoff              | 32   | 2,07 km2   |
| Bois-Colombes         | 33   | 1,92 km2   |
| Bourg-la-Reine        | 34   | 1,86 km2   |
| La Garenne-Colombes   | 35   | 1,78 km2   |
| Vanves                | 36   | 1,56 km2   |

Sources : Répertoire géographique des communes, publié par l'Institut national de l'information géographique et forestière, [lire en ligne].

### Par population

Densités en 2006, en milliers d'hab/km : rouge : > 15 ; orange : entre 12 et 15 ; jaune : entre 4 et 12 ; bleu clair : < 4

Les mêmes communes, classées par population décroissante (les Hauts-de-Seine comptaient 1 428 881 habitants au total en 1999, pour une densité de population moyenne de 8 163,7 hab./km2, très supérieure à la moyenne nationale). La population moyenne des communes est 39 691 habitants, tandis que la population médiane est 33 937 habitants, là encore très supérieures à la population moyenne et médiane des communes françaises (1 542 et 380 habitants respectivement).

### Par revenu fiscal

#### Par revenu fiscal en 2010
Le classement 2010 de l'Insee indique le revenu fiscal médian par ménage, pour chaque commune de plus de 39 ménages (31 525 communes parmi les 36 700 communes recensées).
| Commune               | Rang parmi les 30 687 communes de France | Revenu fiscal médian par ménage |
| --------------------- | ---------------------------------------- | ------------------------------- |
| Marnes-la-Coquette    | 4                                        | 74 029 €                        |
| Vaucresson            | 45                                       | 59 488 €                        |
| Ville-d'Avray         | 81                                       | 56 319 €                        |
| Neuilly-sur-Seine     | 92                                       | 55 786 €                        |
| Saint-Cloud           | 197                                      | 52 018 €                        |
| Sceaux                | 334                                      | 49 457 €                        |
| Garches               | 490                                      | 47 598 €                        |
| Sèvres                | 960                                      | 44 450 €                        |
| Rueil-Malmaison       | 1127                                     | 43 700 €                        |
| Bourg-la-Reine        | 1254                                     | 43 220 €                        |
| Antony                | 1456                                     | 42 583 €                        |
| Chaville              | 2206                                     | 40 613 €                        |
| Meudon                | 2470                                     | 40 026 €                        |
| Le Plessis-Robinson   | 2498                                     | 39 972 €                        |
| Issy-les-Moulineaux   | 2738                                     | 39 517 €                        |
| Courbevoie            | 2873                                     | 39 278 €                        |
| Boulogne-Billancourt  | 3015                                     | 39 018 €                        |
| Châtillon             | 3094                                     | 38 905 €                        |
| Levallois-Perret      | 3508                                     | 38 326 €                        |
| La Garenne-Colombes   | 3524                                     | 38 305 €                        |
| Clamart               | 3918                                     | 37 793 €                        |
| Suresnes              | 4059                                     | 37 603 €                        |
| Fontenay-aux-Roses    | 4431                                     | 37 121 €                        |
| Vanves                | 5250                                     | 36 260 €                        |
| Bois-Colombes         | 5336                                     | 36 165 €                        |
| Puteaux               | 6340                                     | 35 214 €                        |
| Châtenay-Malabry      | 6698                                     | 34 883 €                        |
| Montrouge             | 7864                                     | 33 950 €                        |
| Asnières-sur-Seine    | 9274                                     | 32 937 €                        |
| Colombes              | 12714                                    | 30 753 €                        |
| Malakoff              | 13921                                    | 30 062 €                        |
| Nanterre              | 17781                                    | 27 941 €                        |
| Bagneux               | 17882                                    | 27 889 €                        |
| Clichy                | 20247                                    | 26 591 €                        |
| Villeneuve-la-Garenne | 21508                                    | 25 901 €                        |
| Gennevilliers         | 25783                                    | 23 453 €                        |

## Urbanisme
Suivant la classification de l'Insee, toutes les communes des Hauts-de-Seine étaient incluses dans l'aire urbaine de Paris en 1999 et toutes étaient des pôles urbains.

## Intercommunalité

Carte des communautés d'agglomération et de la communauté de communes des Hauts-de-Seine avant le 1 1 2016.

Le département comptait jusqu'au 31 décembre 2015 sept structures intercommunales à fiscalité propre :
- HDB : Communauté d'agglomération des Hauts-de-Bièvre, créée en 2003 ; en partie située dans le département voisin de l'Essonne.
- CM : Communauté de communes de Châtillon-Montrouge, créée en 2004.
- CDS : Communauté d'agglomération Cœur de Seine, créée en 2004.
- SDS : Communauté d'agglomération Sud de Seine, créée en 2005.
- MV : Communauté d'agglomération du Mont-Valérien, créée en 2009.
- GPSO : Communauté d'agglomération Grand Paris Seine Ouest, créée en 2010.
- SD : Communauté d'agglomération Seine-Défense, créée en 2011.

Dans le cadre de la mise en place de la métropole du Grand Paris (MGP), ces intercommunalités sont supprimées le 31 décembre 2015. Depuis le 1er janvier 2016, l'ensemble des communes du département sont membres de la métropole du Grand Paris et adhèrent à quatre établissements publics territoriaux (EPT) :
- T2 (Vallée Sud Grand Paris, qui succède à la communauté d'agglomération des Hauts-de-Bièvre, la communauté de communes de Châtillon-Montrouge et la communauté d'agglomération Sud de Seine, et regroupe  Antony, Bagneux, Bourg-la-Reine, Châtenay-Malabry, Châtillon, Clamart, Fontenay-aux-Roses, Malakoff, Montrouge, Le Plessis-Robinson et Sceaux[9].)
- T3 (Grand Paris Seine Ouest, qui succède à la communauté d'agglomération éponyme et regroupe les communes de Boulogne-Billancourt, Chaville, Issy-les-Moulineaux, Marnes-la-Coquette, Meudon, Sèvres, Vanves et Ville-d'Avray[10].)
- T4 (Paris Ouest La Défense, qui succède à la communauté d'agglomération du Mont-Valérien, la communauté d'agglomération Seine-Défense et la communauté d'agglomération Cœur de Seine, et comprend les communes de Courbevoie, Garches, La Garenne-Colombes, Levallois-Perret, Nanterre, Neuilly-sur-Seine, Puteaux, Rueil-Malmaison, Saint-Cloud, Suresnes et Vaucresson[11].)
- T5 (Boucle Nord de Seine, qui regroupe Asnières-sur-Seine, Bois-Colombes, Clichy, Colombes, Gennevilliers, Villeneuve-la-Garenne dans les Hauts-de-Seine et Argenteuil dans le Val-d'Oise[12]. Sauf Argenteuil, qui était membre de la communauté d'agglomération Argenteuil-Bezons, ces communes n'étaient jusqu'alors membre d'aucune intercommunalité à fiscalité propre.)

## Pour approfondir